# Piatra, Constanța
Piatra (în trecut Tașaul, în turcă Tașağıl) este un sat în comuna Mihail Kogălniceanu din județul Constanța, Dobrogea, România. La recensământul din 2002 avea o populație de 1347 locuitori.
Satul Piatra este trecut în condicile imperiale încă din perioada 1530-1666 ca așezarea Tașaul, de către istoricul Nasuh Matrakci, care l-a însoțit pe Soliman Magnificul în expediția sa din 1538, în Moldova, împotriva lui Petru Rareș. Nasuh spunea că pentru a ajunge în Moldova, a trecut inițial prin Dobrogea. Schimbarea numelui localității din Tașaul în Piatra are loc în perioada anilor 1950.